# Rheinbrohl

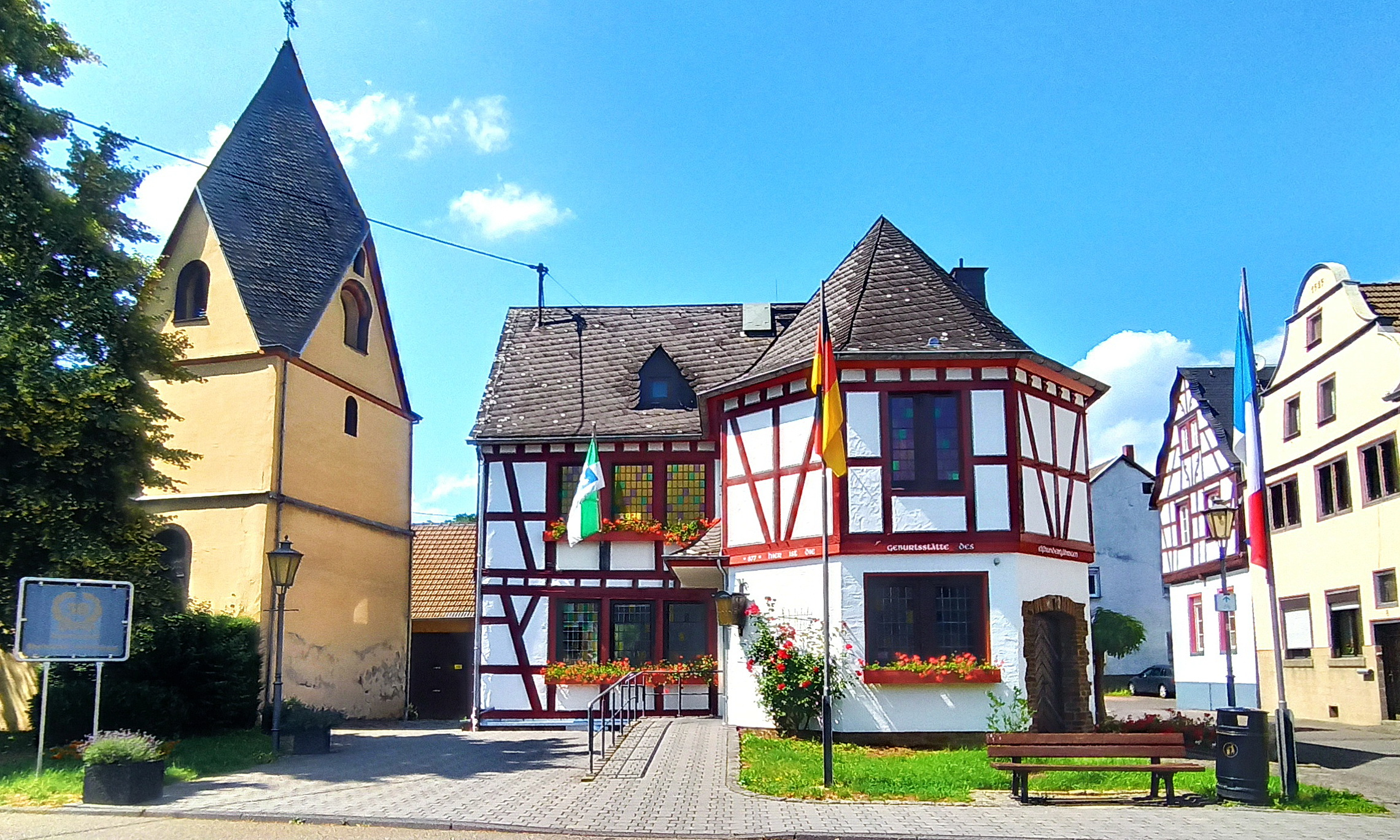
Historisches Rathaus im Gertrudenhof mit Kapelle, 2021

Rheinbrohl (lateinisch als Broele trans Rhenum bezeichnet) ist eine Ortsgemeinde im Landkreis Neuwied in Rheinland-Pfalz. Sie gehört der Verbandsgemeinde Bad Hönningen an. Rheinbrohl ist gemäß Landesplanung als Grundzentrum ausgewiesen.

## Geographie

### Geographische Lage
Der Weinort Rheinbrohl liegt am rechten Ufer des Mittelrheins gegenüber von Brohl-Lützing und unmittelbar südlich der Stadt Bad Hönningen. Das Gemeindegebiet gehört zum Naturpark Rhein-Westerwald und lässt sich naturräumlich mit seinem äußeren Westen und der Rheinbrohler Ley dem südlichen Abschluss der Linz-Hönninger Talweitung und dem östlich davon liegenden Gebiet dem Rhein-Wied-Rücken zuordnen. Dort erreicht es knapp unterhalb des 373 m ü. NHN hohen Malbergs seinen höchsten Bodenpunkt. In Rheinbrohl beginnt der ehemalige römische Limes, der am 15. Juli 2005 von der UNESCO in die Weltkulturerbe-Liste aufgenommen wurde.

### Gemeindegliederung

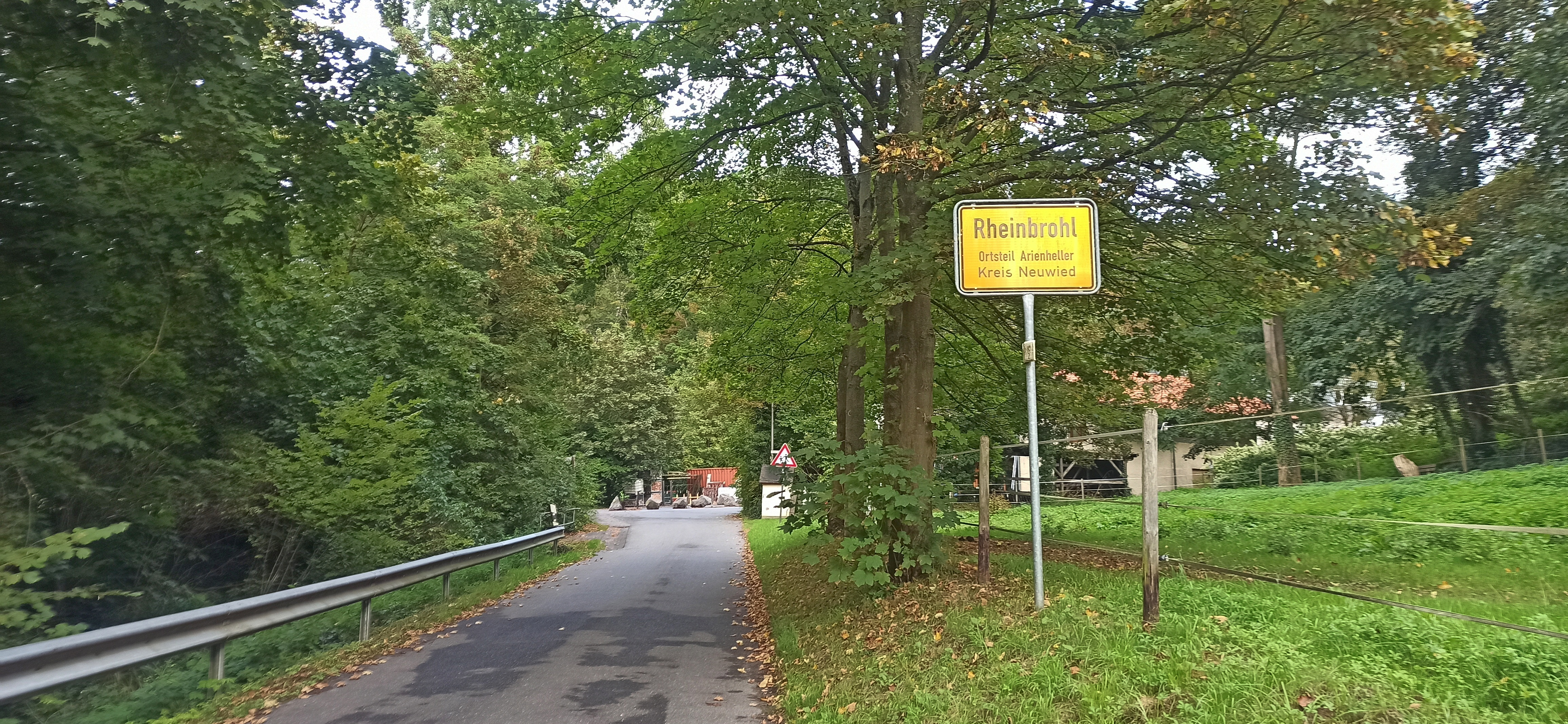
Ortseingang Arienheller, 2023

Zur Gemeinde Rheinbrohl gehören der Ortsteil Arienheller sowie die Wohnplätze Annahof, Berghof, Christinenhöhe, Dielsberg, Hartmannshof, Haus Bergfriede, Haus Forst, Jagdhaus Wilhelmsruh, Lampenthalerhof, Magdalenenhof und Zur alten Mühle.

## Geschichte
Im späten zweiten und frühen dritten nachchristlichen Jahrhundert war das Gebiet des heutigen Rheinbrohl Standort eines römischen Kastells. Hier war der nördliche Beginn des Obergermanisch-Raetischen Limes.
Zur römischen Vergangenheit des Ortes siehe auch
Rheinbrohl selbst wurde erstmals urkundlich am 3. Mai 877 in einem Schreiben König Karls des Kahlen erwähnt und gehörte seinerzeit zum Stift Nivelles im Herzogtum Brabant. Die Vögte waren die Grafen von Sayn. 1606 fiel Rheinbrohl als heimgefallenes Lehen an Kurtrier, im Zuge der Säkularisation 1803 an Nassau, nach dem Wiener Kongress 1815 an Preußen.

### Unternehmen
Die Schiffswerft Hilgers wurde 1947 in Rheinbrohl gegründet und hatte ihre Wurzeln im 1868 gegründeten Stahlbauunternehmen Hilgers. 1985 wurde die Werft geschlossen.

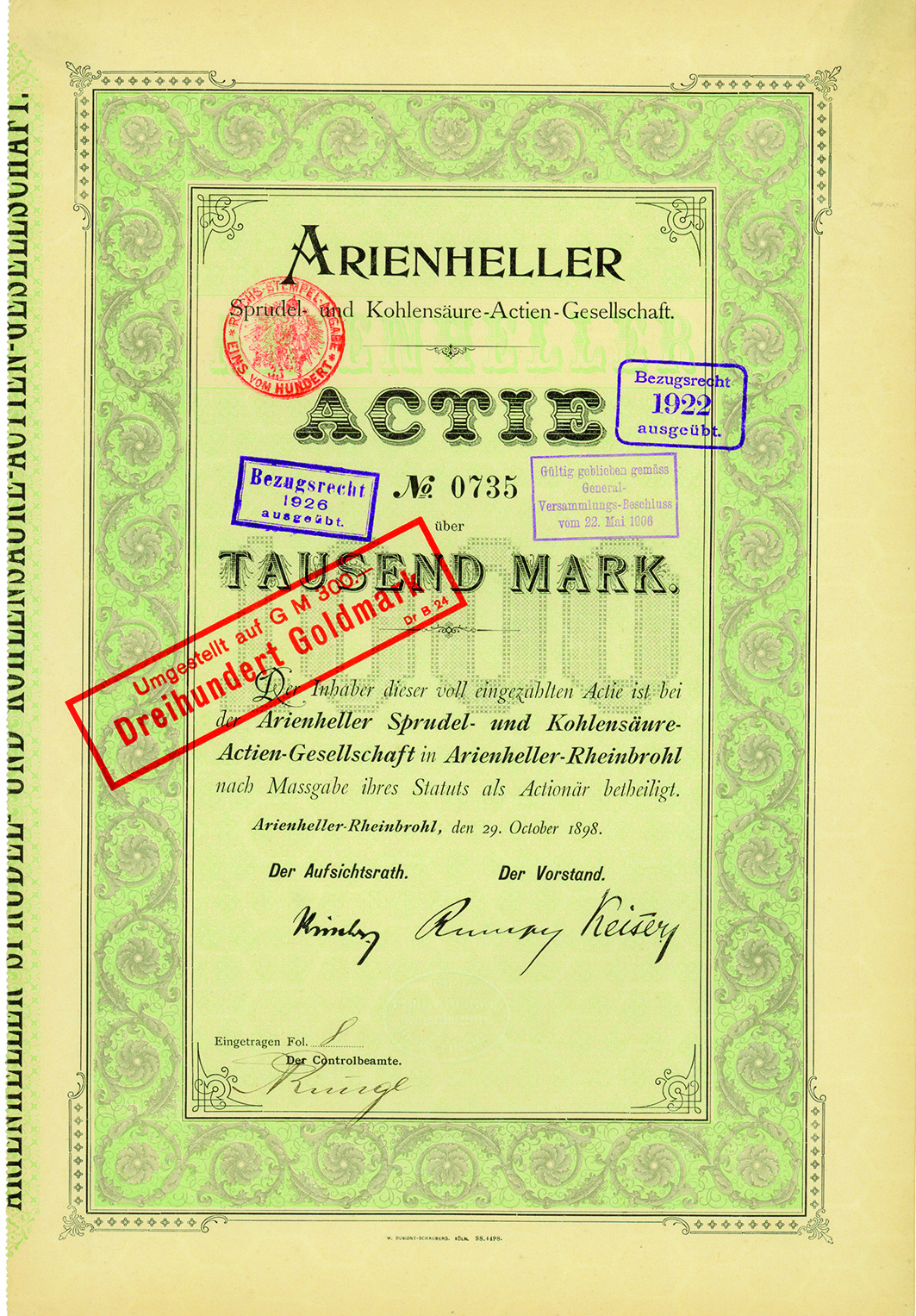
Gründeraktie der Arienheller Sprudel- und Kohlensäure-AG vom 29. Oktober 1898

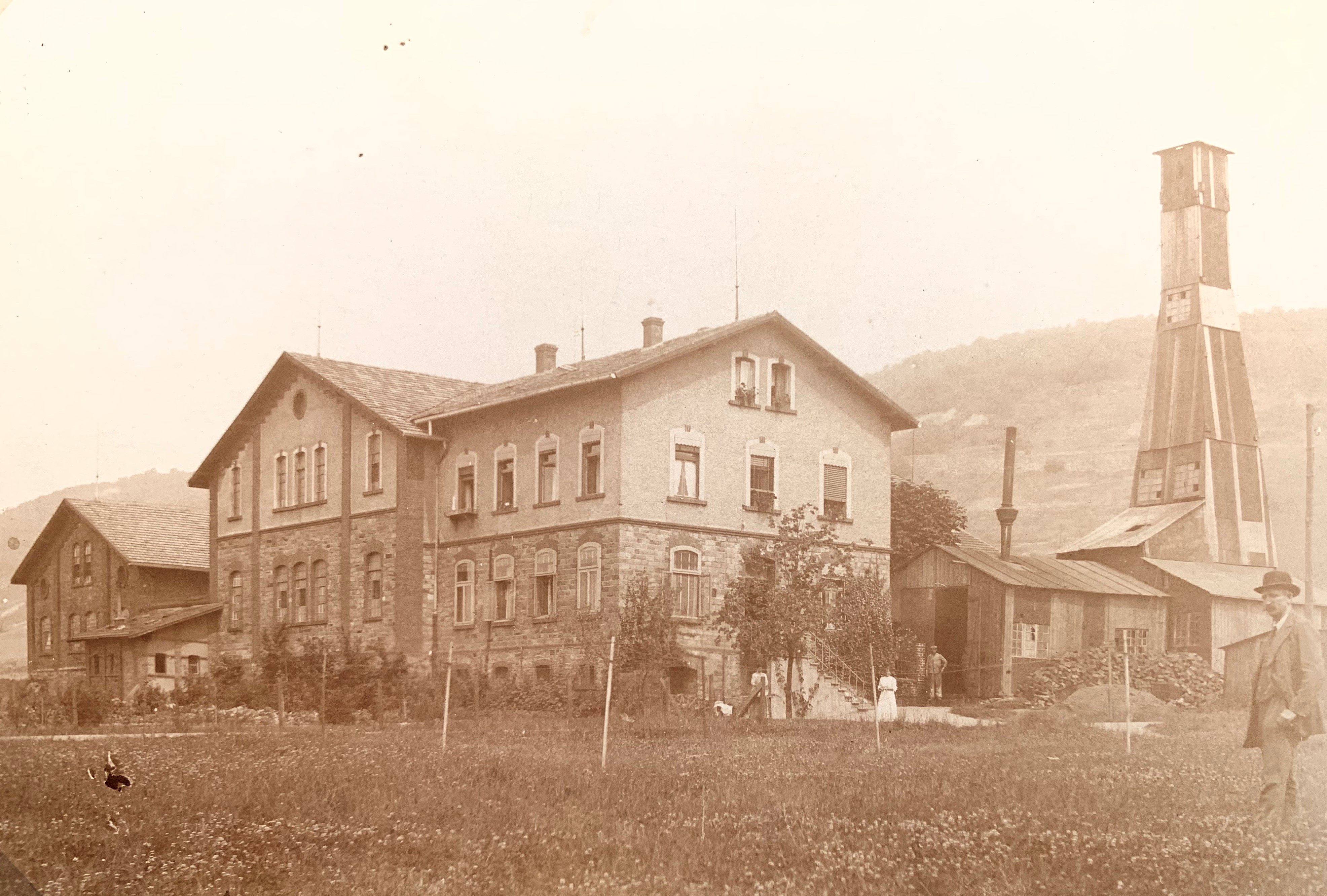
Der Arienheller Sprudel um 1916

Die Arienheller Sprudel- und Kohlensäure AG wurde am 29. Oktober 1898 unter Übernahme der Firma Rheinische Kohlensäure-Union Stoll & Cie. gegründet. Im Jahr 1964 Zusammenschluss mit der Hubertus Sprudel Erben Thellenbach GmbH zur Vereinigte Mineralbrunnen GmbH. Diese firmierte im Jahr 1966 in die Artus Mineralquellen GmbH & Co. KG um. 1996 wurden die Artus-Mineralquellen samt dem Roisdorfer Brunnen von der Vereinten Mineral- und Heilquellen GmbH in Rosbach übernommen. Die ehemalige Produktionsstätte wurde modern umgebaut und beherbergt heute den Sitz eines Bauunternehmens.

### Zweiter Weltkrieg
Traurige Berühmtheit erlangte Rheinbrohl am Ende des Zweiten Weltkrieges. Nachdem Linz kampflos von den amerikanischen Truppen eingenommen worden war, fiel Rheinbrohl erst nach einem 10-tägigen Dauerbeschuss im März 1945 in amerikanische Hände. Eine kleine deutsche Einheit von 27 Mann hatte es unter der Führung eines Oberleutnants geschafft, durch abendliche Stellungswechsel eines einzigen Flakgeschützes, die Amerikaner glauben zu machen, sie hätten einen ernsthaften Widerstand mit größeren Truppenverbänden vor sich. Erst ein massiver Luftangriff am 19. März 1945 führte zu einem Ende der Kämpfe. Die traurige Bilanz dieses sinnlosen Widerstandes waren 40 Tote innerhalb der Zivilbevölkerung, 66 völlig zerstörte und 177 schwer zerstörte und damit unbewohnbare Häuser. Der Beschuss und die Einnahme Rheinbrohls wurde von einem Kameramann der US-Armee filmisch dokumentiert. Diese eindrucksvollen Originalaufnahmen wurden 2005 von SPIEGEL TV unter dem Titel „Als der Krieg nach Deutschland kam“ veröffentlicht.

### Einwohnerstatistik
Die Entwicklung der Einwohnerzahl von Rheinbrohl, die Werte von 1871 bis 1987 beruhen auf Volkszählungen:
| Jahr | Einwohner |
| ---- | --------- |
| 1815 | 1.013     |
| 1835 | 1.470     |
| 1871 | 1.606     |
| 1905 | 2.583     |
| 1939 | 3.190     |

| Jahr | Einwohner |
| ---- | --------- |
| 1950 | 3.524     |
| 1961 | 3.947     |
| 1970 | 3.872     |
| 1987 | 3.845     |
| 1997 | 4.050     |

| Jahr | Einwohner |
| ---- | --------- |
| 2005 | 3.995     |
| 2011 | 3.892     |
| 2017 | 3.942     |
| 2023 | 4.165     |

### Konfessionsstatistik
Mit Stand 30. Juni 2005 waren von den Einwohnern 71,5 % römisch-katholisch, 11,5 % evangelisch und 17,0 % waren konfessionslos oder gehörten einer anderen Glaubensgemeinschaft an. Ende Oktober 2024 hatten 45,9 % der Einwohner die katholische, 9,9 % die evangelische Konfession und 44,2 % gehörten anderen Konfessionen oder Glaubensgemeinschaften an oder waren ohne Angabe oder gemeinschaftslos.

## Dialekt
In Rheinbrohl spricht man einen moselfränkischen Dialekt, der nahe dem Übergang zum Ripuarischen angesiedelt ist.

## Politik

### Gemeinderat
Der Gemeinderat in Rheinbrohl besteht aus 20 Ratsmitgliedern, die bei der Kommunalwahl am 9. Juni 2024 in einer personalisierten Verhältniswahl gewählt wurden, und dem ehrenamtlichen Ortsbürgermeister als Vorsitzendem.
Die Sitzverteilung im Gemeinderat:
| Wahl | SPD | CDU | Grüne | FWG | Gesamt   |
| ---- | --- | --- | ----- | --- | -------- |
| 2024 | 8   | 11  | 1     | –   | 20 Sitze |
| 2019 | 9   | 11  | –     | –   | 20 Sitze |
| 2014 | 11  | 8   | –     | 1   | 20 Sitze |
| 2009 | 11  | 8   | –     | 1   | 20 Sitze |

- FWG = Freie Wählergruppe Rheinbrohl e. V.

### Bürgermeister
Im Mai 2014 wurde Oliver Labonde (CDU) mit 53,6 % der Stimmen ins Amt gewählt. Bei der Direktwahl am 26. Mai 2019 wurde er mit einem Stimmenanteil von 64,63 % und am 9. Juni 2024 mit 72,0 % jeweils für weitere fünf Jahre in seinem Amt bestätigt.
Vorgänger von Oliver Labonde waren Dieter Labonde (SPD, 1999–2014), Walter Kramer (CDU, 1984–1999), Rudi Rosbach (CDU, 1969–1984) und Ferdinand Schmitz (CDU, 1949–1969).

### Wappen
| Wappen von Rheinbrohl | Blasonierung: „Gespalten von Silber und Blau; vorn ein durchgehendes rotes Balkenkreuz, hinten drei, zwei zu eins gestellte silberne Pilgermuscheln.“ |
| Wappen von Rheinbrohl | Wappenbegründung: Das rote Kreuz weist auf die ehemalige Zugehörigkeit zu Kurtrier hin. Die Muscheln sind den Wappen der Trierer Erzbischöfe Jakob von Sierk (1439–1456) oder Lothar von Metternich (1599–1623) entnommen. Einer von beiden wird vermutlich das Gemeindesiegel, das schon den Schild mit Kreuz und Muscheln zeigt und in Abdrucken seit 1610 bekannt ist, verliehen haben. Das Wappen ist rechtsgültig seit 1949. |

### Gemeindepartnerschaften

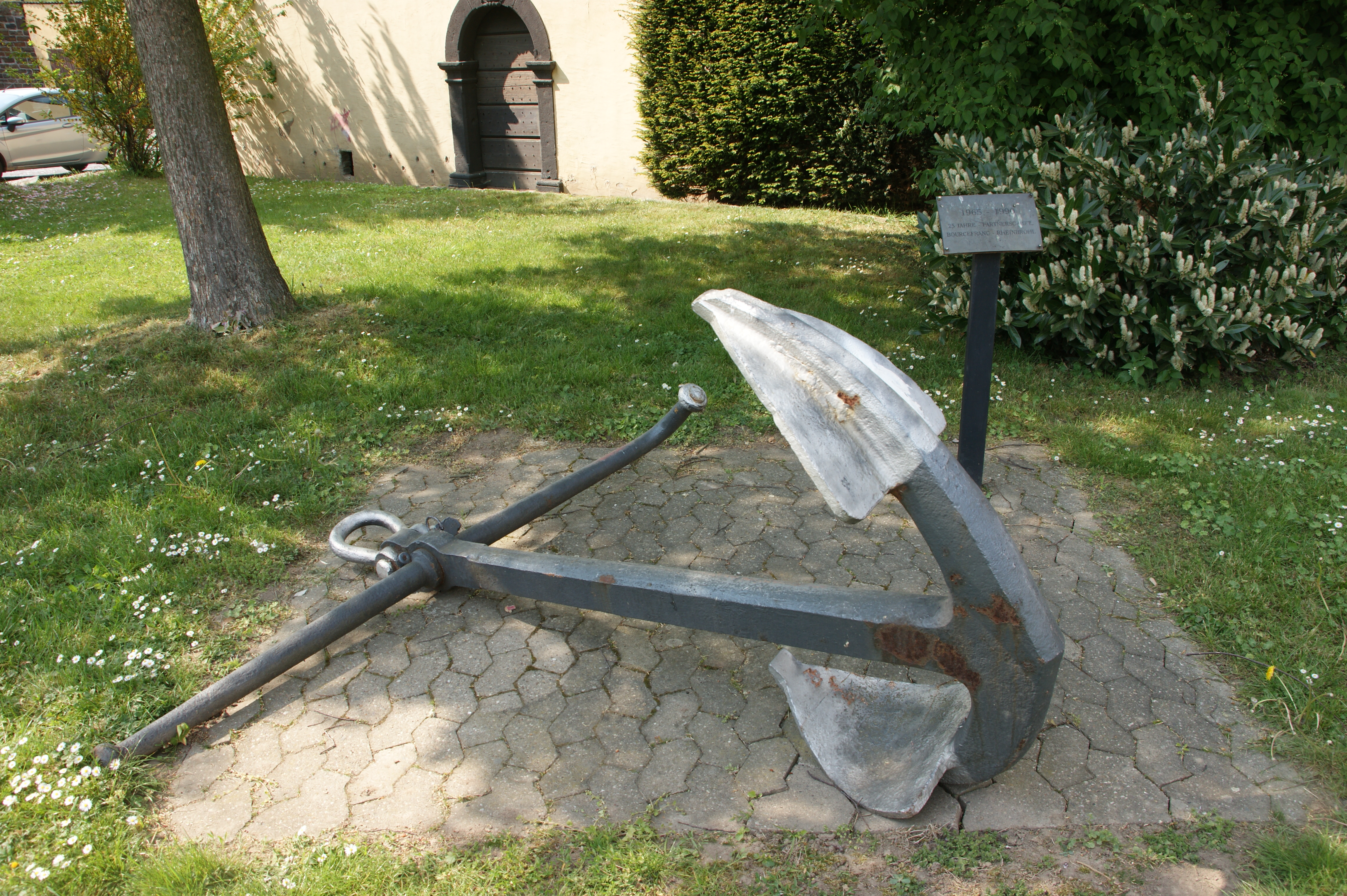
Symbol der Partnerschaft mit Bourcefranc

Die Partnerschaft mit der an der französischen Atlantikküste gelegenen Gemeinde Bourcefranc-le-Chapus (Département Charente-Maritime) besteht seit dem Jahre 1965. Es war der erste Ort (damals „Bourcefranc“) in der Region Poitou-Charentes, der eine Partnerschaft einging. Diese lebt bis heute intensiv weiter.

## Sehenswürdigkeiten

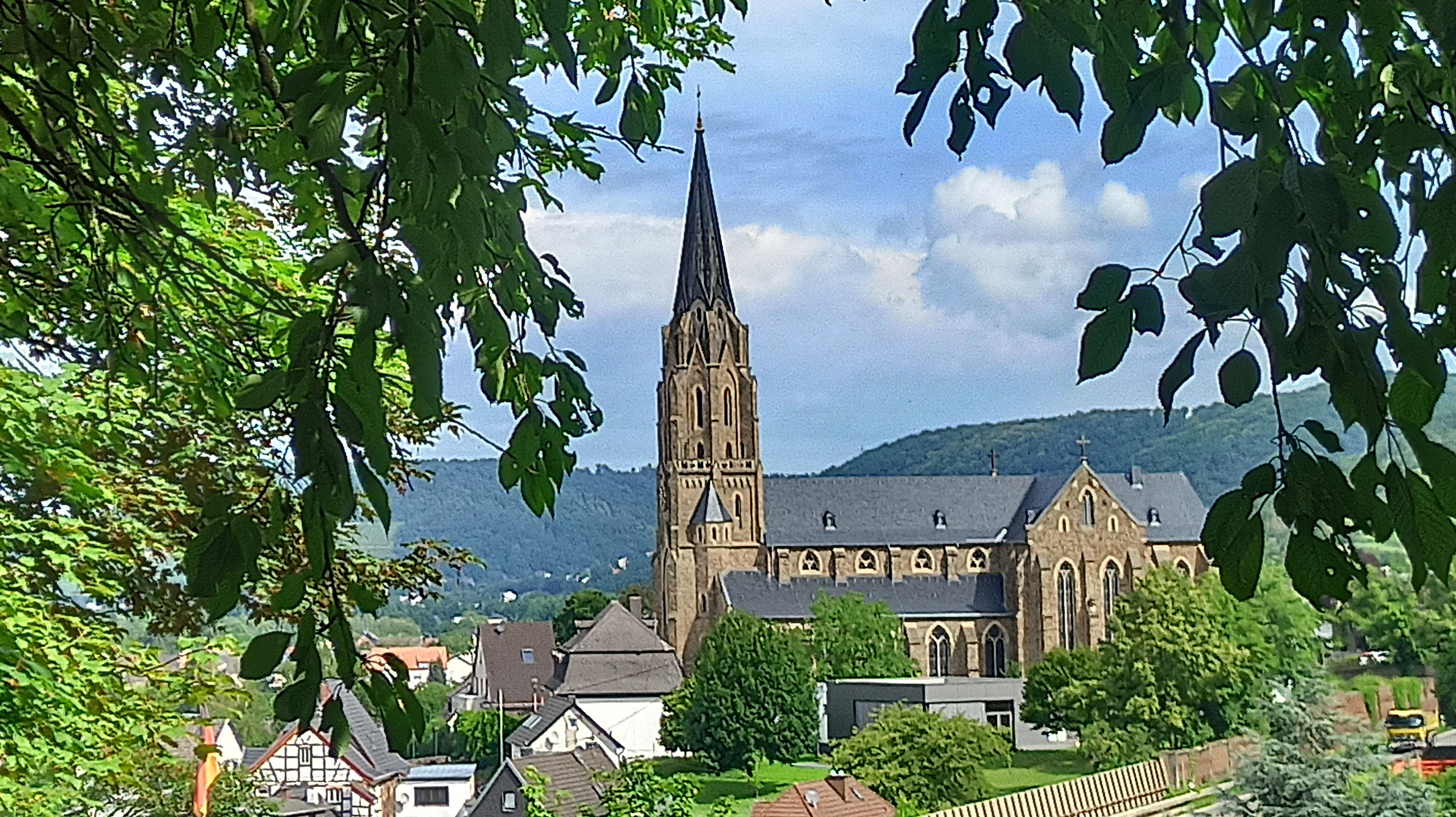
Katholische Pfarrkirche St. Suitbert Rheinbrohl, Foto aus 2021

- Die neugotische katholische Pfarrkirche St. Suitbert, die von 1852 bis 1856 nach Plänen des Kölner Diözesenbaumeisters Vincenz Statz erbaut wurde.
- Die Wurzelkrippe in der St.-Suitbertus-Kirche, jährlich vom 24. Dezember bis zum 2. Februar
- Die Gertrudenkapelle mit Bausubstanz aus dem 13. Jahrhundert und einem Altar aus dem 17. Jahrhundert sowie der ältesten Glocke Rheinbrohls aus dem Jahr 1696.
- Die Maria-Hilf-Kapelle mit einer Madonnenstatue aus dem späten 14. Jahrhundert
- Die neugotische evangelische Kirche, 1888 vom Wiesbadener Architekten Friedrich Lang errichtet, u. a. mit Glasmalerei-Fenster von Erhardt Jakobus Klonk.
- Das historische Rathaus, der Gertrudenhof, der seit dem 7. Jahrhundert nachgewiesen werden kann.
- Das von Bildhauer Carl Burger erbaute Ehrenmal des Infanterie-Regiments Nr. 29 für die im Ersten Weltkrieg gefallenen Soldaten des Infanterie-Regiments ‚von Horn‘ (3. Rheinisches) No. 29 auf der Rheinbrohler Ley – Das Relief zeigt vier apokalyptische Reiter, die die Schrecken des Krieges „Hunger“, „Pest“, „Krieg“ und „Tod“ darstellen.
- Etwas weiter oberhalb des Ehrenmals befindet sich der Aussichtspunkt der Rheinbrohler Ley. Ein den Rhein überragender Felsenberg, der dort eine Aussicht in alle Himmelsrichtungen bietet.[14]
- Ein Nachbau des ersten Wachturms („Römerturm 1“) steht an der Zufahrt zur Autofähre nach Bad Breisig.
- Seit 2008 steht an der Ortsausfahrt von der B 42 nach Rheinbrohl, direkt neben dem ehemaligen Werk, Arienheller-Sprudel, ein Limes-Erlebnis-Zentrum, genannt RömerWelt.

## Infrastruktur
Der Ort bietet ein vollständiges Angebot an Geschäften für den täglichen Bedarf, mehrere Ärzte verschiedener Fachrichtungen, Apotheke, Fachgeschäfte und Gastronomie. In dem am Ortsende Richtung Bad Hönningen gelegenen Gewerbegebiet sind viele verschiedene Handwerksbetriebe und Einkaufsmöglichkeiten angesiedelt.

### Schulen

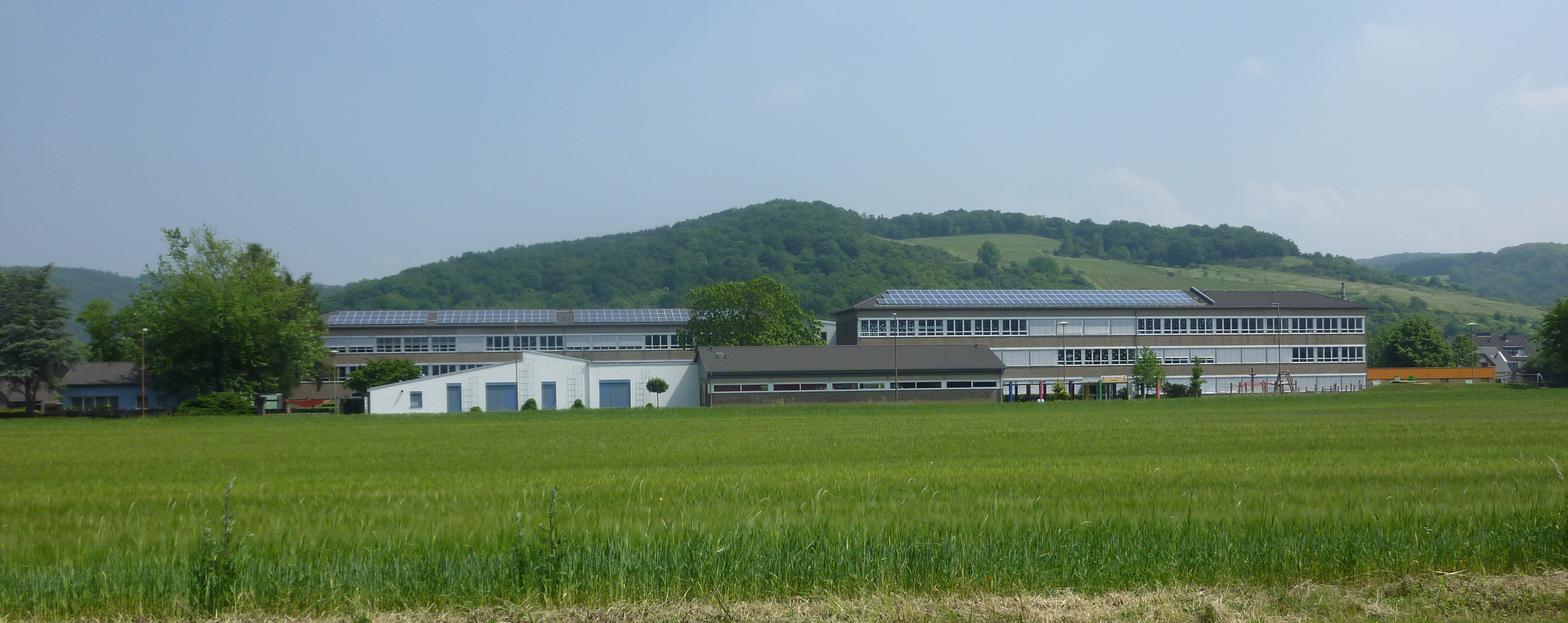
Schulzentrum

- Maximilian-Kolbe-Schule (Förderschule)
- Römerwall-Schule (Realschule plus, Ganztagsschule)
- Astrid-Lindgren-Schule (Grundschule)
- Berufsbildungszentrum der Handwerkskammer Koblenz

### Kindergärten
In Rheinbrohl gibt es vier Kindergärten. Davon gehören drei dem Kindergartenzweckverband und ein Sonderpädagogischer Kindergarten der Lebenshilfe Neuwied-Andernach gGmbH an.

### Altenheime

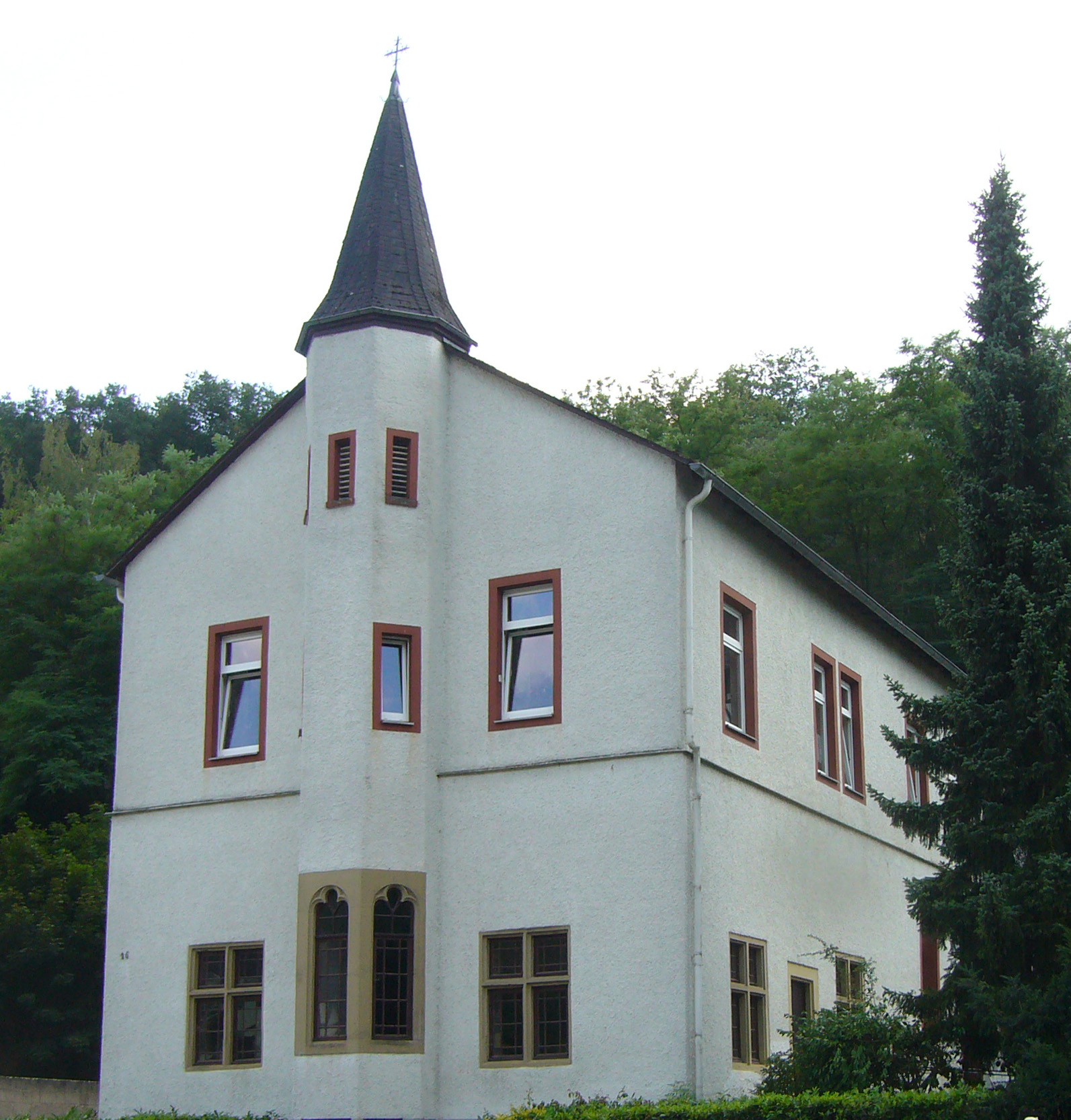
Altenwohnheim in Arienheller

Drei Pflege- und Altenheime.

### Gewerbe
Größtes Unternehmen im Ort war DSD Stahlbau Hilgers, ehemals Stahlbau Hilgers.

## Verkehr

### Eisenbahn

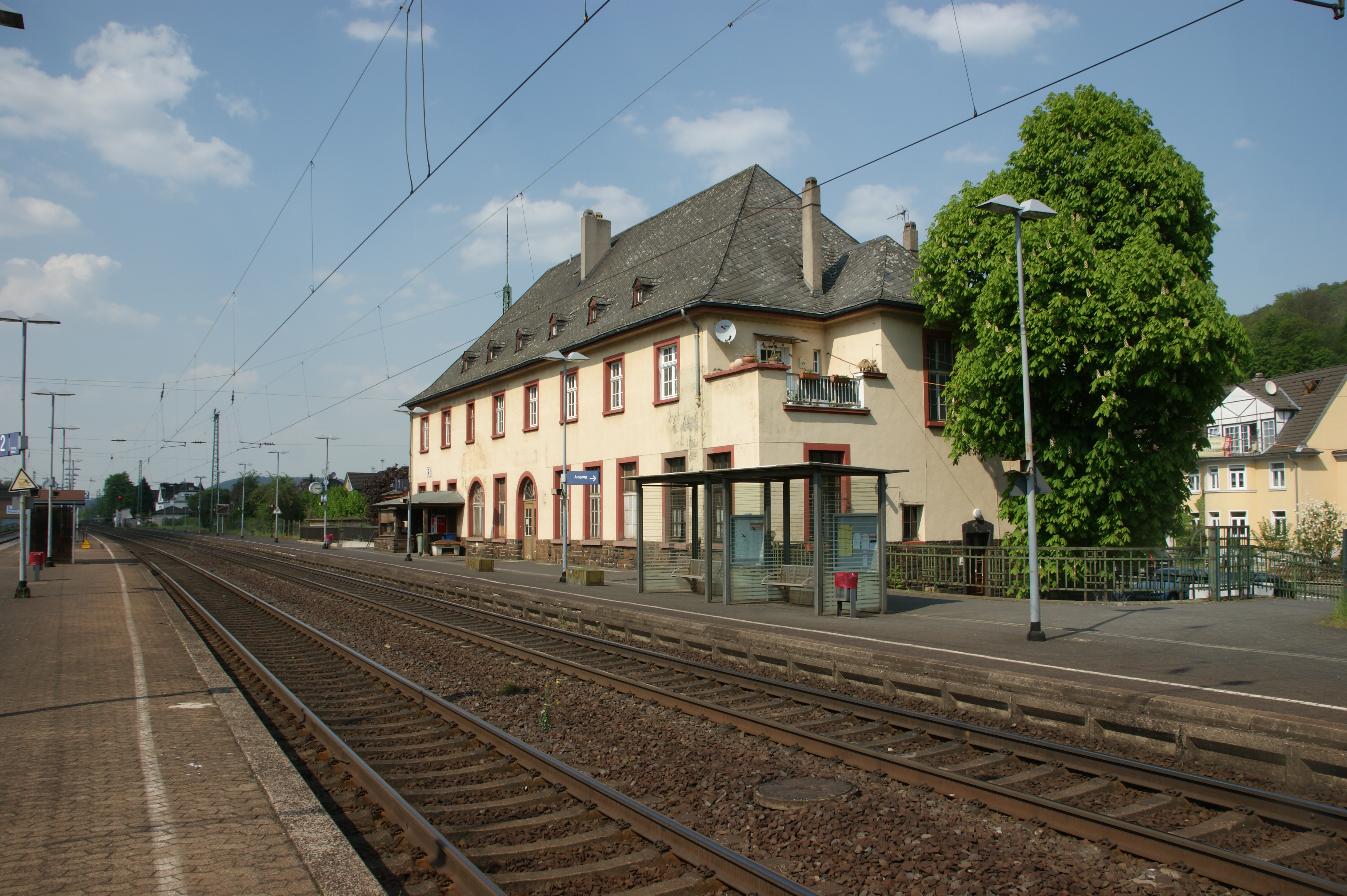
Bahnhof Rheinbrohl

Der Bahnhof Rheinbrohl liegt an der rechten Rheinstrecke. 1958 wurde er mit einem Drucktastenstellwerk ausgestattet.
Im Bahnhof Rheinbrohl halten die Regionalbahn 27 und der Regionalexpress 8 (Mönchengladbach – Köln – Koblenz).
| Linie | Verlauf | Takt   |
| ----- | --- | ------ |
| RE 8  | Rhein-Erft-Express: (Mönchengladbach Hbf – Rheydt Hbf – Rheydt-Odenkirchen – Hochneukirch – Jüchen – Grevenbroich –)* Rommerskirchen – Stommeln – Pulheim – Köln-Ehrenfeld – Köln Hbf – Köln Messe/Deutz – Porz (Rhein) – Troisdorf – Friedrich-Wilhelms-Hütte – Menden (Rheinl) – Bonn-Beuel – Bonn-Oberkassel – Niederdollendorf – Königswinter – Rhöndorf – Bad Honnef (Rhein) – Unkel – Linz (Rhein) – Bad Hönningen – Rheinbrohl – Neuwied – Urmitz Rheinbrücke – Koblenz-Lützel – Koblenz Stadtmitte – Koblenz Hbf * nur werktags Stand: Fahrplanwechsel Dezember 2023                                | 60 min |
| RB 27 | Rhein-Erft-Bahn: Mönchengladbach Hbf – Rheydt Hbf – Rheydt-Odenkirchen – Hochneukirch – Jüchen – Grevenbroich – Rommerskirchen – Stommeln – Pulheim – Köln-Ehrenfeld – Köln Hbf – Köln Messe/Deutz – Köln/Bonn Flughafen – Troisdorf – Friedrich-Wilhelms-Hütte – Menden (Rheinl) – Bonn-Beuel – Bonn-Oberkassel – Niederdollendorf – Königswinter – Rhöndorf – Bad Honnef (Rhein) – Unkel – Erpel (Rhein) – Linz (Rhein) – Leubsdorf (Rhein) – Bad Hönningen – Rheinbrohl – Leutesdorf (Rhein) – Neuwied – Engers – Vallendar – Koblenz-Ehrenbreitstein – Koblenz Hbf Stand: Fahrplanwechsel Dezember 2023 | 60 min |

### Straße
Rheinbrohl ist durch die Bundesstraße B 42 (die nicht durch den Ortskern führt) mit den Ballungsräumen Köln/Bonn im Norden und Koblenz im Süden verbunden. Das am linken Rheinufer gelegene Bad Breisig ist mittels einer Personen- und Autofähre erreichbar, die zwischen dem frühen Morgen und dem späten Abend im Viertelstundentakt verkehrt. Die einzige Zufahrtstrasse hinauf zum heute verlassenen Ort Rockenfeld führt ab Rheinbrohl über die Kreisstraße K1. In Rheinbrohl beginnt der obergermanisch-raetische Abschnitt der Deutschen Limes-Straße.
Mit den Bussen der VRM sind die Orte zwischen Neuwied und Linz am Rhein erreichbar.

### Radwanderwege

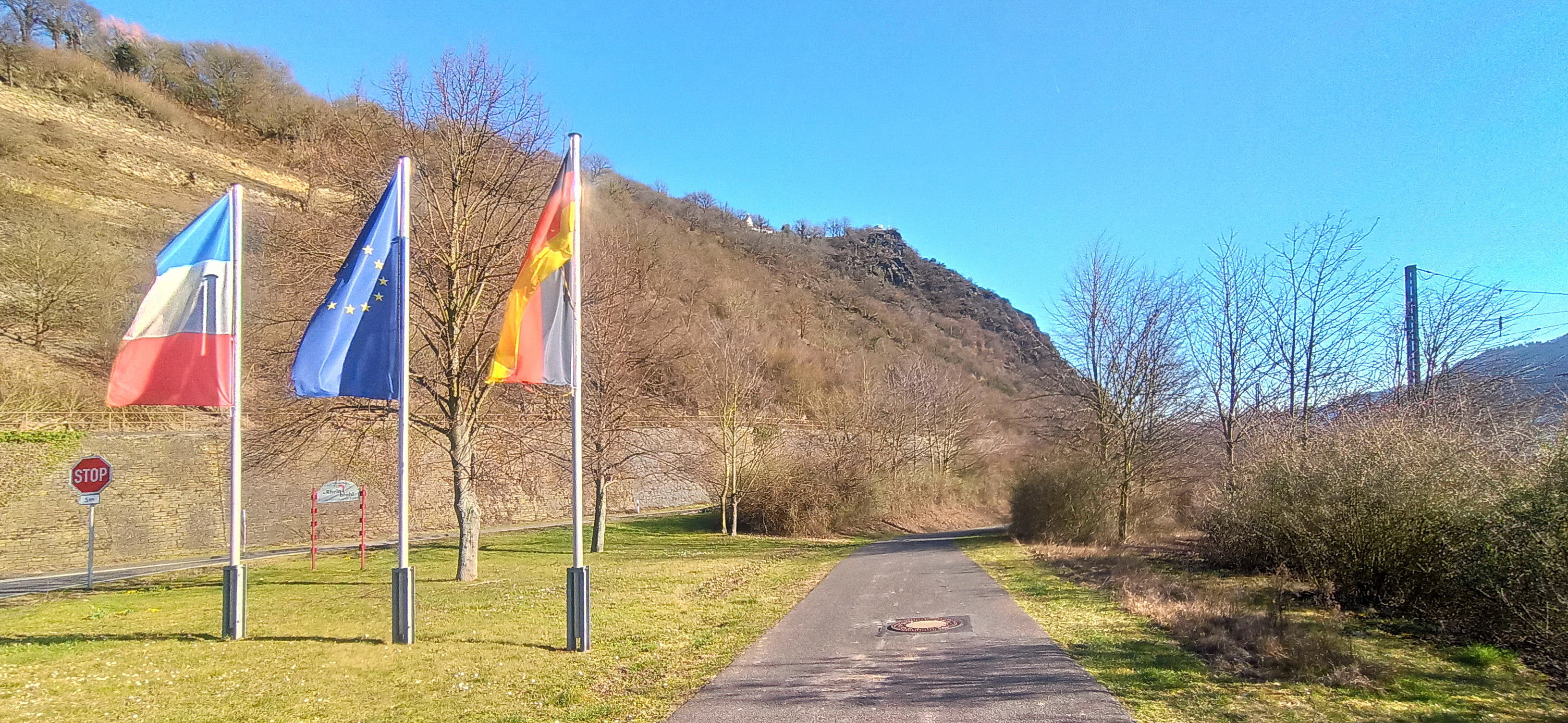
Rheinradweg Ausfahrt aus Rheinbrohl Richtung Süden mit Rheinbrohler Ley. Foto aus Februar 2021

- Rechtsrheinischer Rheinradweg (EuroVelo 15)[18]
- Durch Rheinbrohl führt der Deutsche Limes-Radweg, der im Gegensatz zur Deutschen Limes-Straße besonders nahe am Verlauf des römischen Limes-Grenzwalls entlang führt. Dieser Radweg beginnt an der Niederländischen Grenze und endet Nahe Passau in Bayern.[19]

### Wanderwege
Am Limes-Erlebniszentrum Römerwelt beim Ortsteil Arienheller beginnen die Wanderwege Westerwaldsteig und der Limeswanderweg. Auch der von Bonn kommende Rheinsteig verläuft in der Nähe dieses Zentrums nach Arienheller und dann weiter nach Süden über die Rheinbrohler Ley.

## Persönlichkeiten
- Anna Katharina Spee (1590–1631) war Opfer der Hexenverfolgungen.
- Johanna Loewenherz (* 12. März 1857 in Rheinbrohl; † 16. oder 17. Mai 1937 ebenda) war eine jüdische Autorin, Musikerin, Frauenrechtlerin und Sozialistin
- Bertrand Kurtscheid (* 11. März 1877 in Rheinbrohl als Valentin Kurtscheid; † 29. August 1941 in Rom) war ein deutscher Franziskaner und Kirchenrechtler.
- Hermann Honnef (* 19. Juli 1878 in Bad Honnef, † 30. Juli 1961 in Rheinbrohl) ein Pionier der Windkraftnutzung  – eine Galerie mit über 180 Bildern und Dokumenten.
- Herman Flesche (* 21. Oktober 1886 in Rheinbrohl; † 4. Januar 1972 in Braunschweig) war ein deutscher Architekt, Maler, Kunsthistoriker und Schriftsteller.
- Hermann Jung, Journalist u. Schriftsteller, (* 1901 Rheinbrohl; † 1988 Gemünden/Main). Verfasste über 300 Bücher und Arbeiten über den Wein. Jung war von 1953 bis 1957 Chefredakteur der Fachzeitschrift „Der deutsche Weinbau“. Träger des Deutschen Weinkulturpreises 1981.
- Alfred Ott (* 19. Juni 1934 in Rheinbrohl; † 21. März 2020 in Neuwied) war ein Fußball-Bundesliga-Schiedsrichter.
- Günther L. Heubgen (* 2. Januar 1949 in Rheinbrohl) ist ein promovierter Fachbuchautor im Bereich Biologie.
- Stefan Müller (* 1962 in Rheinbrohl) Polizist und Polizeipräsident des Präsidiums Westhessen

## Galerie

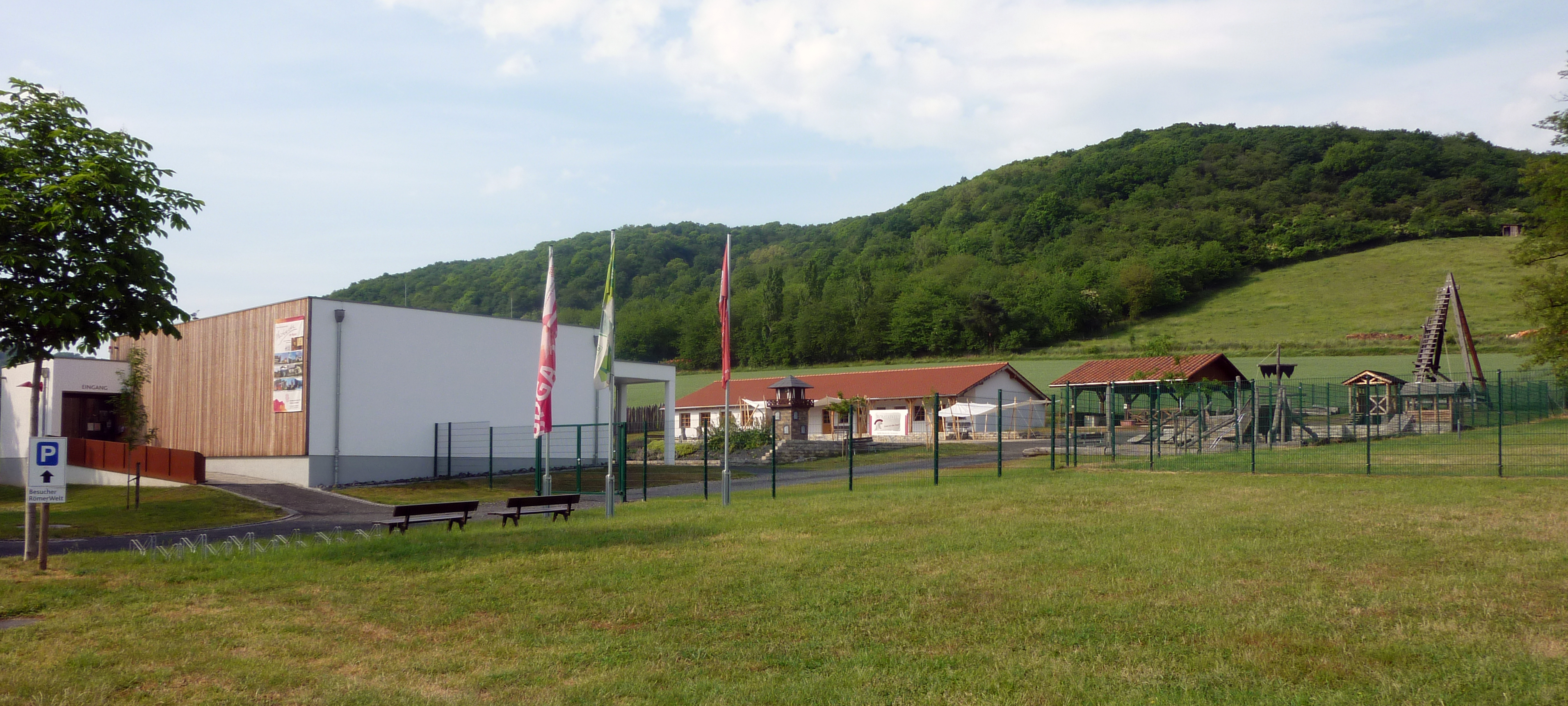
Limes-Erlebniszentrum Römerwelt
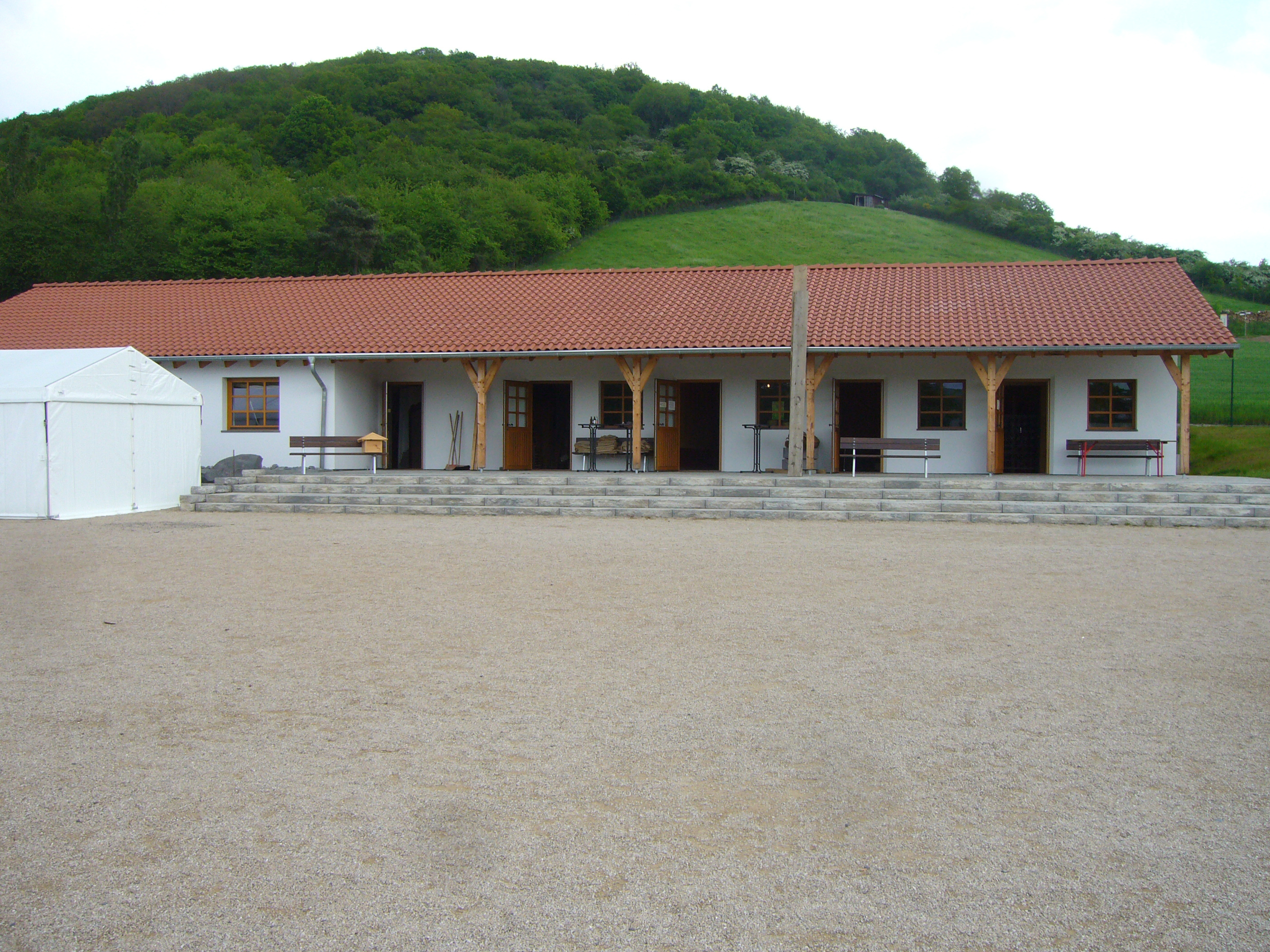
Vicusgebäude Römerwelt
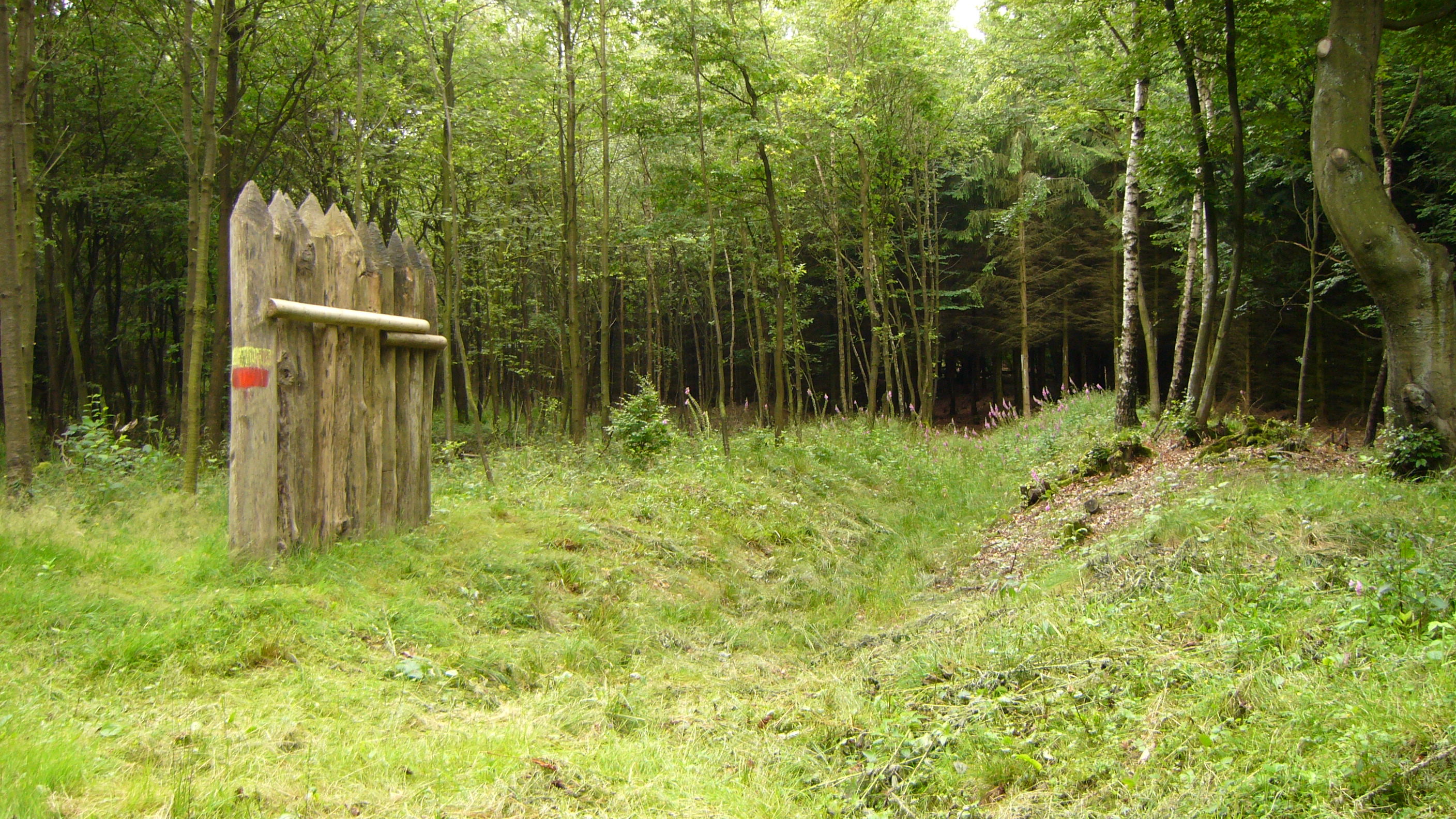
Der Limes oberhalb Rheinbrohl
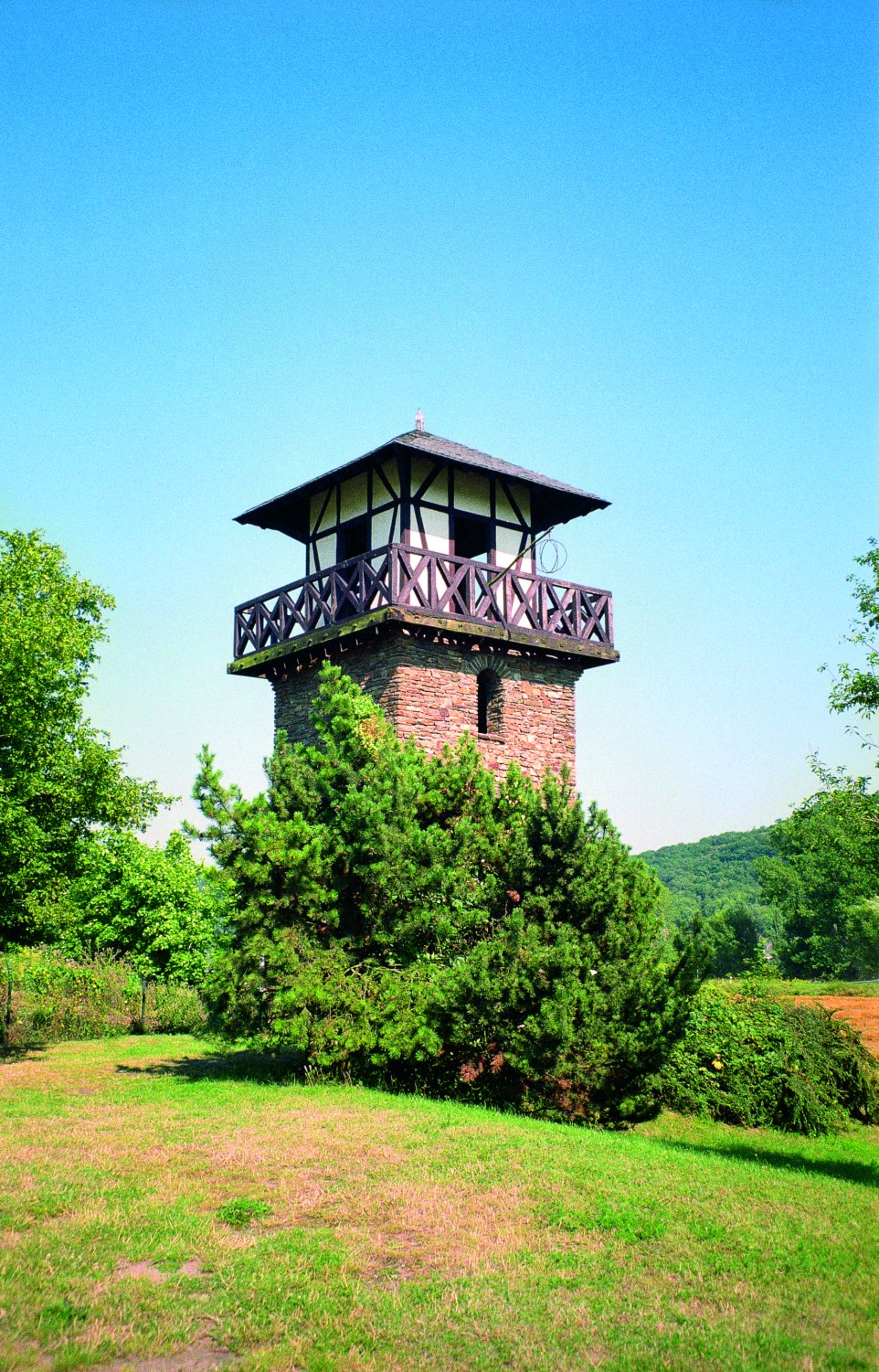
Limes-Wachturm 1 (Nachbau aus 1974)
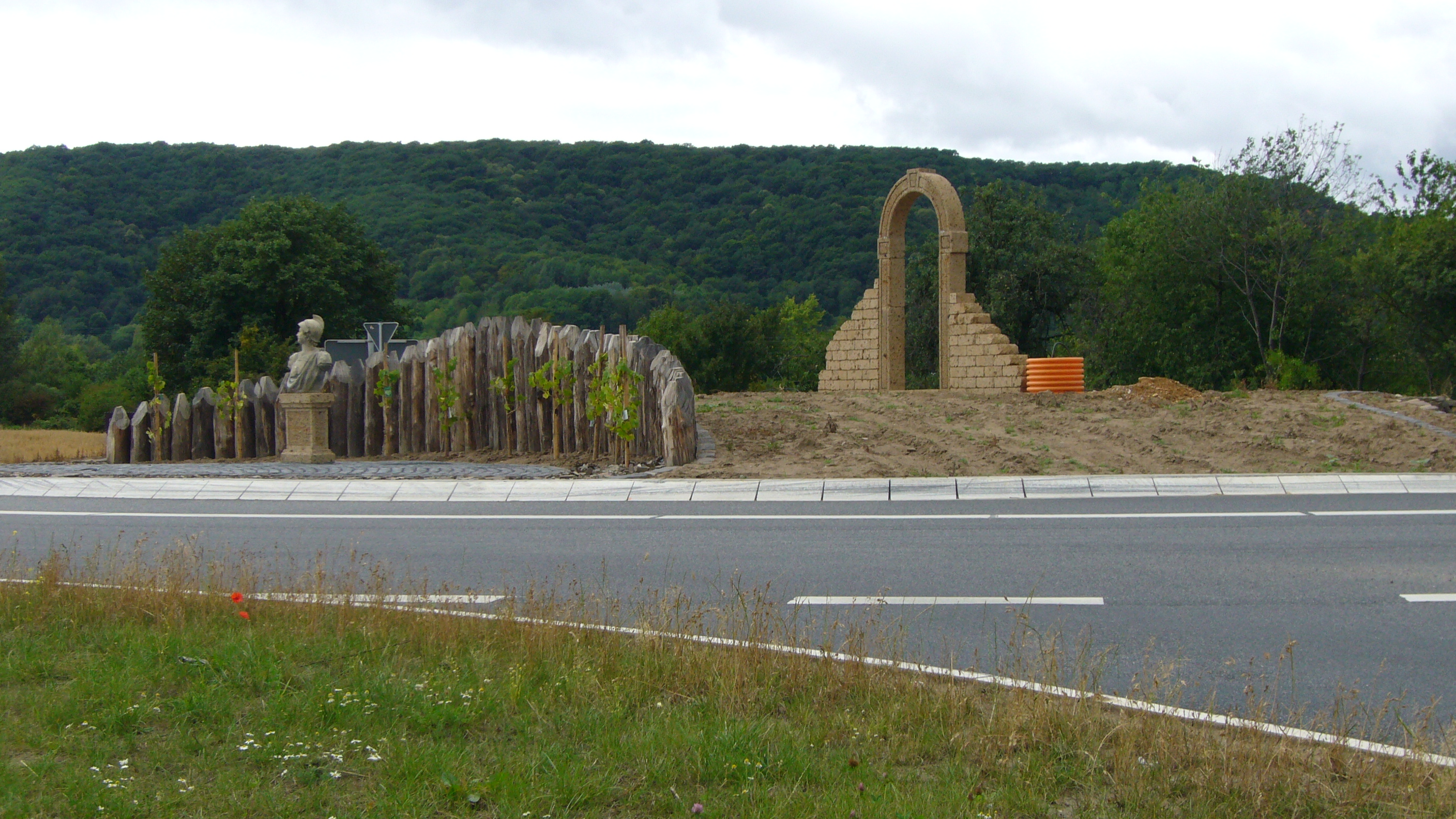
Verkehrskreisel Rheinbrohl (Römerkreisel)
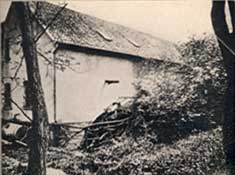
Rockenfelder Mühle in Rheinbrohl, Ortsteil Arienheller
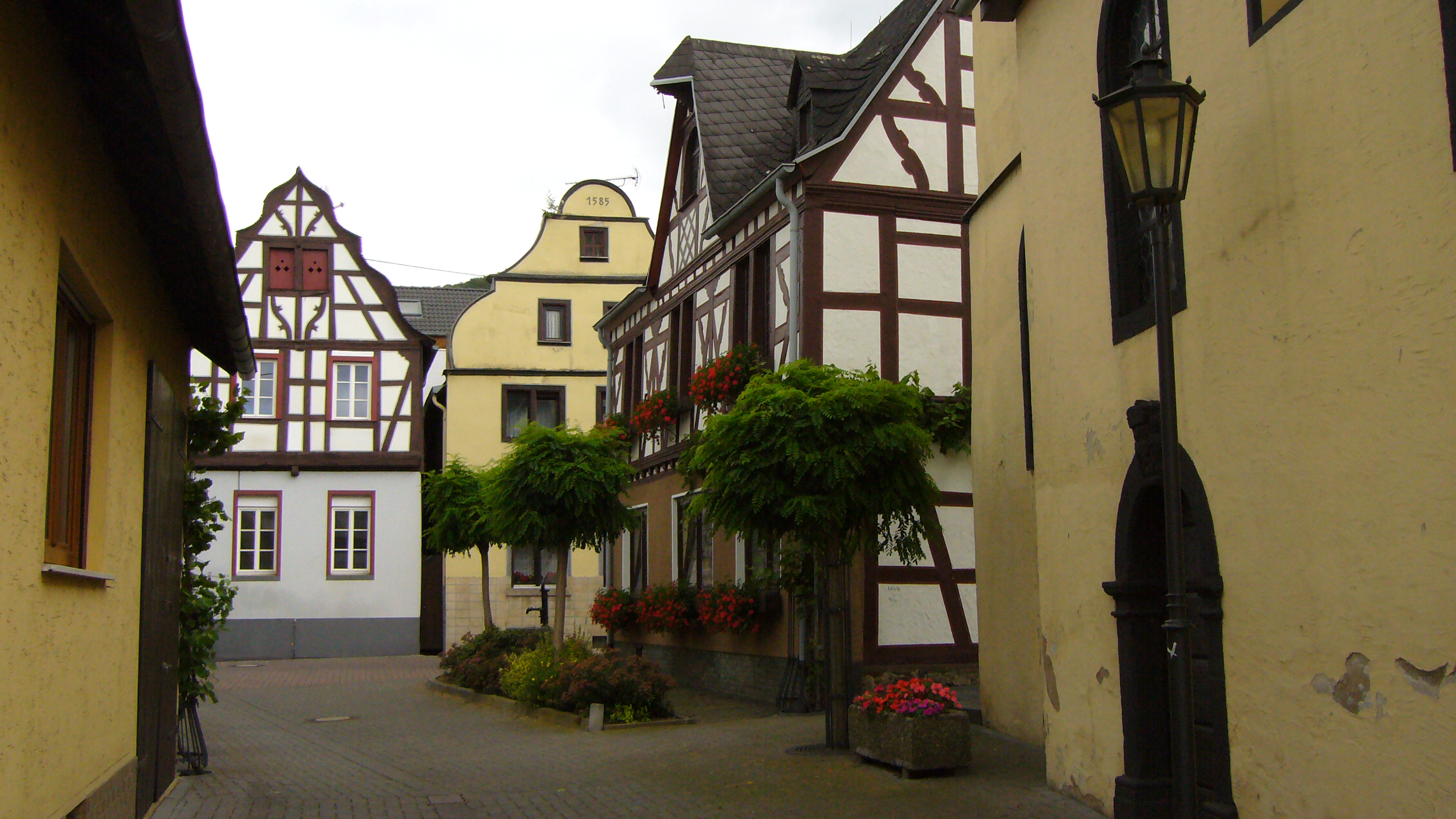
Alte Häuser
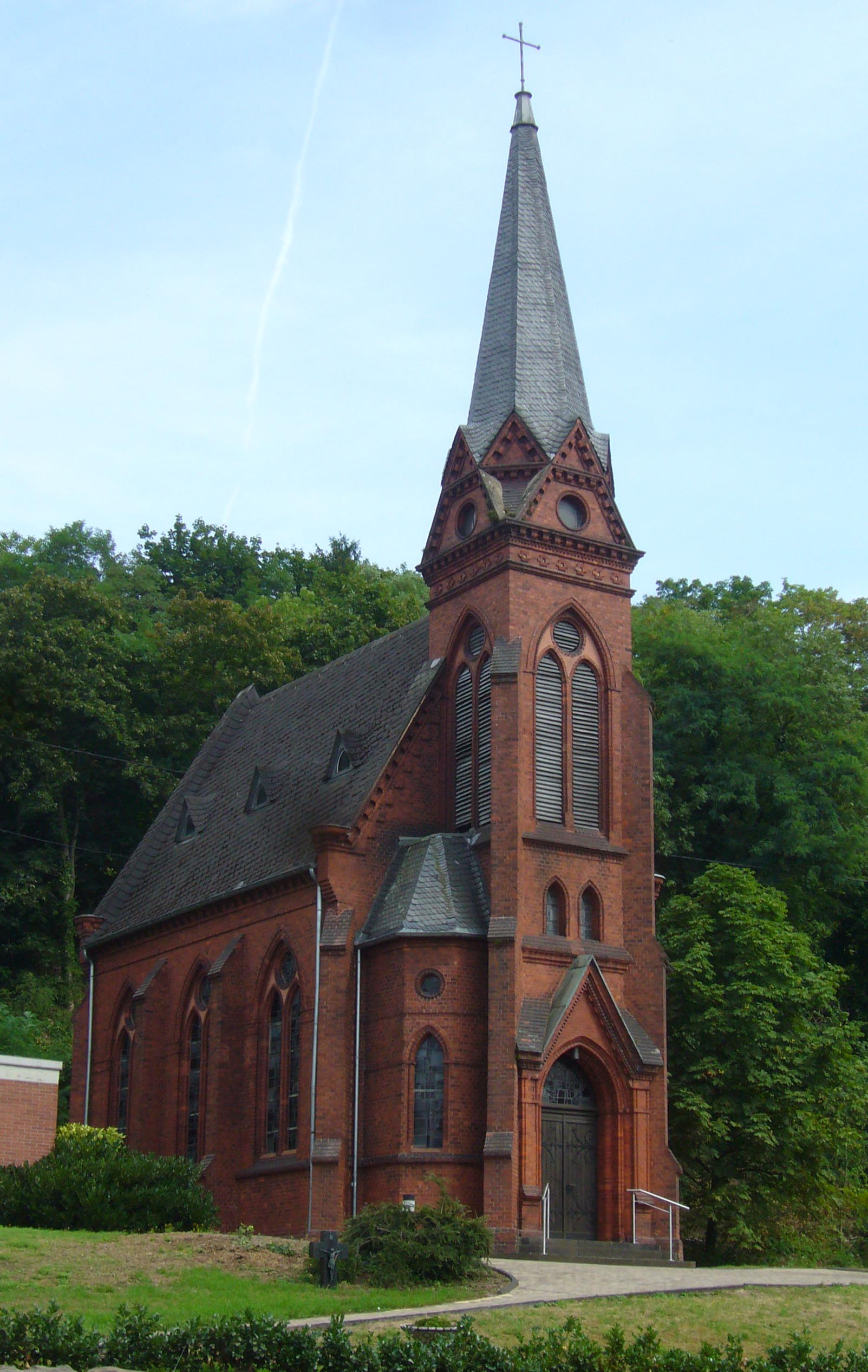
Ev. Kirche Rheinbrohl
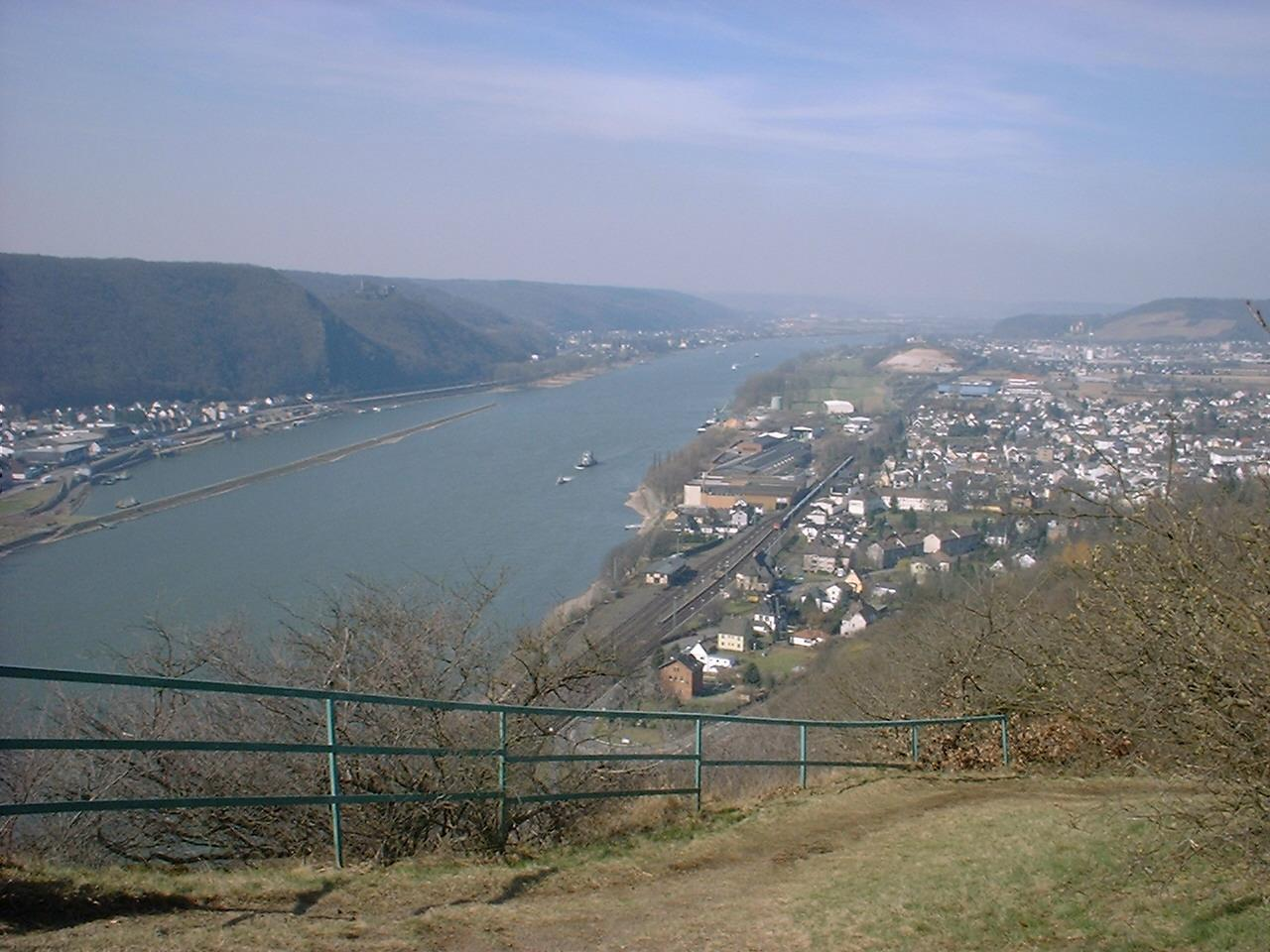
Blick von der Rheinbrohler Ley auf Rheinbrohl und Bad Hönningen (gegenüber der Hafen von Brohl-Lützing, Burg Rheineck und Bad Breisig)
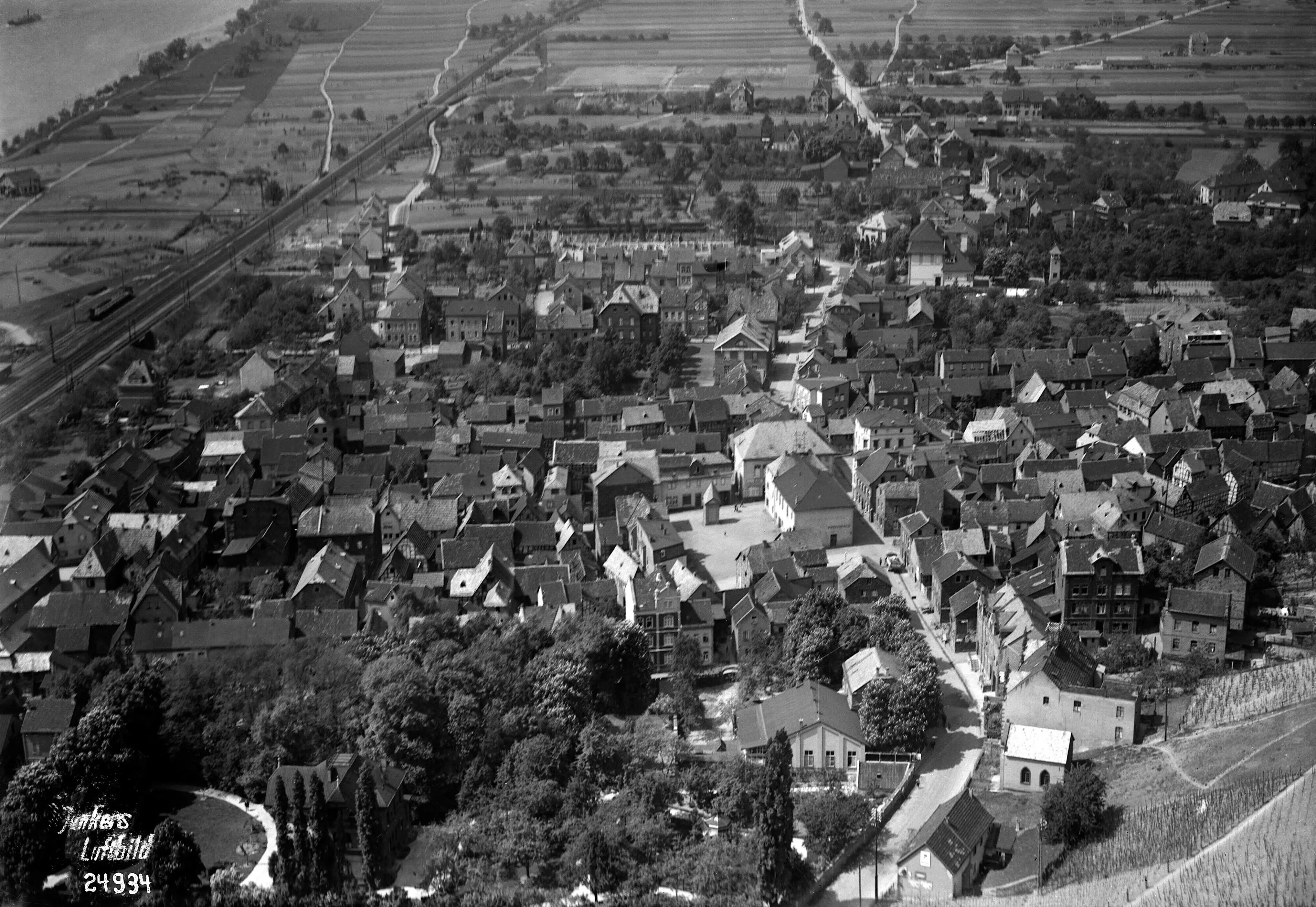
Rheinbrohl, Luftbild von Mai 1929